# Carlo Carafa della Spina
Carlo Carafa della Spina (Roma, 21 de abril de 1611 - Roma, 19 de outubro de 1680) foi um cardeal do século XVIII

## Biografia
Nasceu em Roma em 21 de abril de 1611. Da família napolitana dos príncipes della Rocella. Segundo filho de Girolamo Carafa, marquês de Castelvetere, e Diana Vittori Borghese, sobrinha do Papa Paulo V (1605-1621). Sobrinho-neto do Papa Paulo V . Sobrinho de Carlo Carafa, bispo de Aversa (1616-1644). Irmão do cardeal Fortunato Ilario Carafa della Spina (1686) e de Gregorio Carafa, grão-mestre da Ordem Soberana de Malta. Seu sobrenome também está listado como Caraffa; e como Carrafa (em seu juramento de fé, assinou como Carafa). Outros cardeais da família foram Filippo Carafa della Serra (1378); Oliviero Carafa (1467); Gianvincenzo Carafa (1527); Carlo Carafa (1555); Diomede Carafa (1555); Alfonso Carafa (1557); Antonio Carafa (1568); Decio Carafa (1611); Pier Luigi Carafa, sênior (1645); Fortunato Ilario Carafa della Spina (1686); Pierluigi Carafa, júnior (1728); Francesco Carafa della Spina di Traetto (1773); Marino Carafa do Belvedere (1801); e Domenico Carafa della Spina di Traetto (1844).
Estudou no Seminario Romano , onde se doutorou in utroque iure , direito canônico e civil
Referendário dos Tribunais da Assinatura Apostólica da Justiça e da Graça. Vice-legado em Bolonha. Recebeu a tonsura clerical, junho de 1644.
Eleito bispo de Aversa, com dispensa por ainda não ter recebido as sagradas ordens, em 13 de julho de 1644. Consagrado em 1º de janeiro de 1645, igreja de Sant'Andrea della Valle, Roma, pelo cardeal Ciriaco Rocci, coadjuvado por Fabio Lagonissa, patriarca titular de Antioquia, e por Alfonso Gonzaga, arcebispo titular de Rodi. Núncio perante os católicos suíços, 18 de janeiro de 1653. Núncio em Veneza, 31 de outubro de 1654. Núncio na Áustria, 13 de agosto de 1658 até 1664.
Criado cardeal sacerdote no consistório de 14 de janeiro de 1664. Legado em Bolonha, 22 de abril de 1664. Recebeu o barrete vermelho e o título de S. Susanna, 13 de abril de 1665. Cessou o cargo de bispo de Aversa antes de 6 de junho de 1665. Recusado promoção à sé metropolitana de Nápoles. Participou do conclave de 1667, que elegeu o Papa Clemente IX. Participou do conclave de 1669-1670, que elegeu o Papa Clemente X. Optou pelo título de S. Maria in Via, em 27 de maio de 1675. Camerlengo do Sacro Colégio dos Cardeais, de 24 de fevereiro de 1676 até 11 de janeiro de 1677; confirmado pelo papa para outro mandato, de 11 de janeiro de 1677 a 10 de janeiro de 1678. Participou do conclave de 1676, que elegeu o papa Inocêncio XI.
Morreu em Roma em 19 de outubro de 1680, perto das 5 da manhã. Exposto e enterrado na igreja de Santissimo Nome di Gesù , Roma.